# 1666

## Събития
- Сър Исак Нютон използва призма, за да пречупи слънчевата светлина на съставните ѝ цветове, което помага за по-доброто разбиране на природата на светлината.
- Луи XIV открива Френската академия на науките.
- Започва Полско-казашко-татарската война.
- Жан-Батист Молиер написва комедията Мизантроп.
- Основан е Лундският университет, Швеция.
- Основан е град Портарлингтън, Ирландия.
- Основан е град Улан Уде, Република Бурятия, основан като казашко зимно селище под името Удинское.
- Готфрид Лайбниц пише своята първа книга „За изкуството на съчетанията“ („De Arte Combinatoria“).
- 10 май – Основани са окръзите Ню Лъндън, Ню Хейвън и Хартфорд, Кънектикът, САЩ.
- 11 юни – 14 юни – Четиридневната битка – най-голямата морска битка между Англия и Нидерландия по време на Втората Англо-Нидерландска война.
- 6 август – Състои се премиерата на комедията на Жан-Батист Молиер По неволя доктор в Театър дю Пале Роял, Париж.
- 2 септември – 5 септември – Големият лондонски пожар: в Лондон избухва пожар в къщата на пекаря на Чарлз II на улица Пъдинг Лейн, близо до моста Лондон Бридж. Огънят се разпростира, гори три дни и унищожава десет хиляди сгради, в т.ч. катедралата Св. Павел, но само за 16 души се знае, че са загинали. Сред хората е било разпространено вярването, че пожарът е дело на дявола, тъй като годината 1666 съдържа 666, считано за „числото на дявола“. Пожарът слага края на чумната епидемия от предната година
- 5 октомври – Маргарита-Тереза Испанска и Леополд I били венчани във Виена.
- 5 декември – Лудвиг VI се жени за Елизабет Доротея.

## Родени
- 14 май – Виктор-Амадей II, крал на Сардиния († 1732 г.)
- 13 август – Уилям Уотън, английски учен, известен със забележителната си способност да учи чужди езици, атакуван от Джонатан Суифт в памфлета му „Битката на книгите“ († 1727 г.)
- 6 септември – Иван V, руски цар († 1696 г.)
- 15 септември – София Доротея, германска принцеса († 1726 г.)
- 13 декември – Максимилиан Вилхелм, имперски фелдмаршал († 1726 г.)
- 22 декември – Гобинд Сингх, индийски поет († 1708 г.)

## Починали
- Иван Ребров, арктически мореплавател (р. ? г.)
- Михаил Стадухин, руски изследовател (р. ? г.)
- 20 януари – Анна Австрийска, съпруга на френския крал Луи XIII и регент на своя син Луи XIV (р. 1601 г.)
- 22 януари – Шах Джахан, император на Индия, известен с построяването на Тадж Махал (р. 1592 г.)
- 24 януари – Йохан Андреас Хербст, немски композитор (р. 1588 г.)
- 24 февруари – Николас Ланиер, английски композитор, певец, живописец (р. 1588 г.)
- 16 юни – Сър Ричард Фаншоу, английски дипломат и преводач (р. 1608 г.)
- 17 юни – Карло Медичи, италиански кардинал (р. 1599 г.)
- 5 юли – Албрехт VI, баварски херцог (р. 1584 г.)
- 26 юли – Камило Памфили, италиански благородник (р. 1622 г.)
- 26 август – Франс Халс, холандски художник (р 1580 г.)
- 17 септември – Август II, княз на Брауншвайг-Волфенбютел (р. 1579 г.)
- 23 септември – Франсоа Мансар, френски архитект (р. 1598 г.)
- 29 октомври – Джеймс Шърли, английски драматург (р. 1596 г.)
- 9 декември – Джовани Франческо Барбиери, известен като Гуерчино, италиански бароков живописец от болонската школа (р. 1591 г.)